# Somebody to Love (píseň, Queen)
Somebody to Love je píseň britské rockové skupiny Queen, napsaná zpěvákem skupiny Freddiem Mercurym. Vyšla na studiovém albu A Day at the Races roku 1976 a o rok později i jako singl, na jehož B straně je nahrána píseň „White Man“.

## Živá vystoupení
Queen tento singl hráli živě v letech 1977–1985.
Nejznámější nahrávky této písně z vystoupení jsou Live in Montreal 1981 a Live at Bowl 1982. Tyto záznamy mimo jiné tvoří obsah dvou „živých desek“ (tj. deska se záznamem z živého koncertu) Rock Montreal a Queen on Fire. Při živých vystoupení se vytvořila písni téměř vždy originální „podoba“. Například Mercuryho showmanství udělalo z živého provedení skladby zážitek nejen pro sluch.

## Obsazení nástrojů
- Freddie Mercury – hlavní vokály, doprovodné vokály, klavír
- Brian May – doprovodné vokály, kytara
- Roger Taylor – doprovodné vokály, bicí
- John Deacon – basová kytara

## Zajímavosti
- Píseň je slavná, zajímavá a originální zejména díky doprovodným vokálům Briana Maye a Rogera Taylora střídajícím se se stopou Mercuryho hlavního zpěvu.
- Při živých vystoupeních píseň proslavila zejména:

1. Počáteční improvizace Freddieho Mercuryho
2. Mercuryho showmanství, které téměř vždy vytvořilo písni originální podobu ve všech směrech, která byla dokonalá nejen po hudební stránce.
3. Rogerovo závěrečné pěvecké sólo